# Комарівка (Полтавський район)
Комарі́вка — село в Україні, у Білицькій селищній громаді Полтавського району Полтавської області. Населення становить 141 особу.

## Географія
Село Комарівка знаходиться на лівому березі річки Ворскла, вище за течією на відстані 4,5 км розташоване село Кустолові Кущі, нижче за течією на відстані 5,5 км розташоване місто Кобеляки, на протилежному березі — села Галі-Горбатки, Ліщинівка та Кунівка. До села примикає лісовий масив. Навколо села багато невеликих озер.

## Історія
12 червня 2020 року, відповідно до розпорядження Кабінету Міністрів України № 721-р «Про визначення адміністративних центрів та затвердження територій територіальних громад Полтавської області», село увійшло до складу Білицької селищної громади.
19 липня 2020 року, в результаті адміністративно - територіальної реформи та ліквідації  Кобеляцького району, село увійшло до складу новоутвореного Полтавського району.